# نشست یالتا

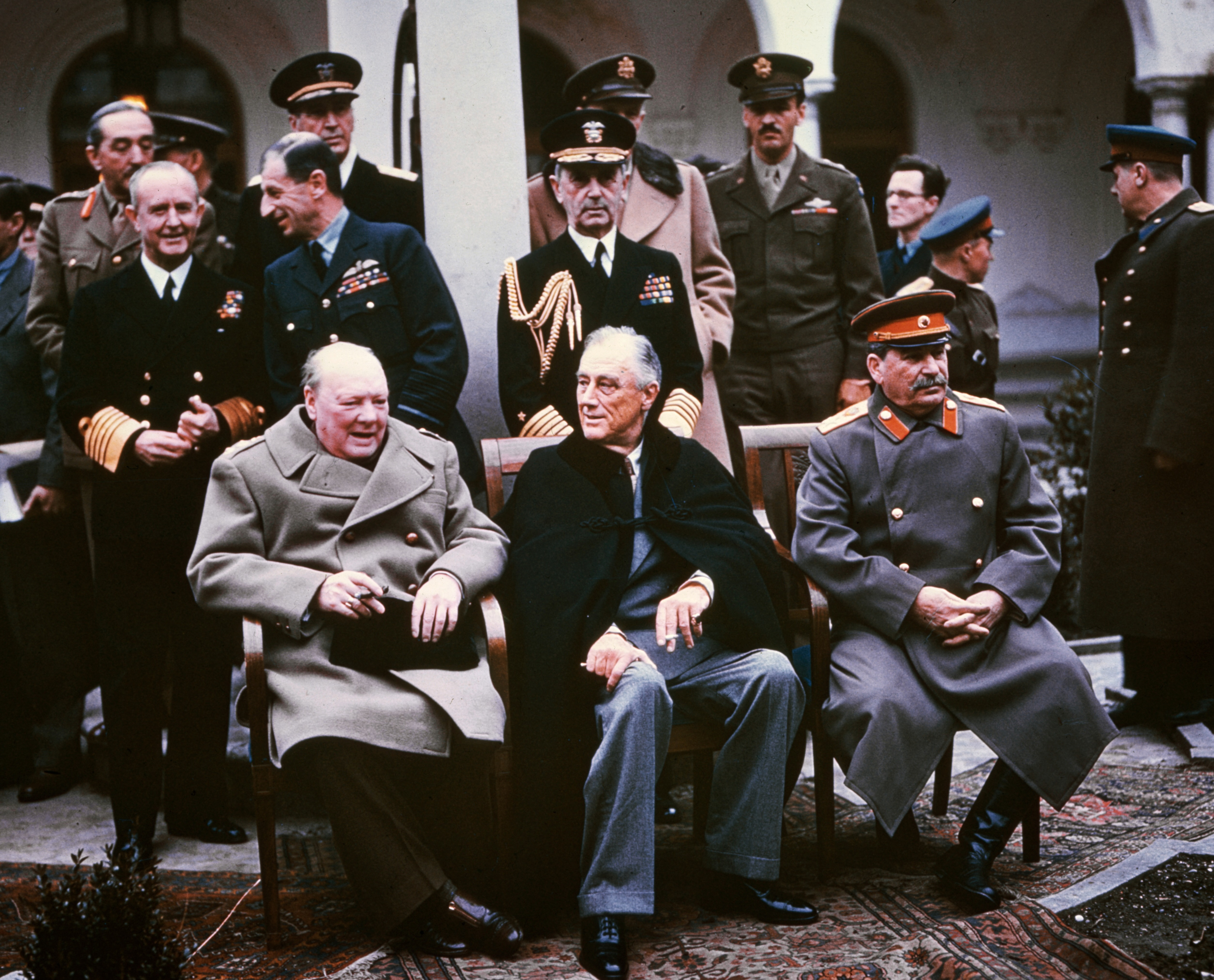
(از راست به چپ) استالین، روزولت و چرچیل در یالتا.

نشست یالتا یا کنفرانس کریمه نشستی بود که چند ماه پیش از پایان جنگ جهانی دوم از چهارم تا یازدهم فوریه سال ۱۹۴۵ به مدت هشت روز در کاخ تزارها در شهر یالتا واقع در شبه جزیره کریمه برگزار شد. در این نشست فرانکلین روزولت رئیس‌جمهور آمریکا و وینستون چرچیل نخست‌وزیر بریتانیا از یک سو و جوزف استالین رهبر شوروی ازسوی دیگر عمدتاً دربارهٔ سرنوشت کشورهای اروپایی پس از پایان جنگ به بحث پرداختند. این نشست پس از کنفرانس تهران (۱۹۴۳) و پیش از کنفرانس پتسدام (ژوئیه ۱۹۴۵) برگزار شد.

## حق وتو
در یالتا امتیاز حق وتو توسط روزولت رئیس‌جمهور وقت آمریکا مطرح و توسط رهبران شوروی و بریتانیا نیز مورد تأیید قرار گرفت.

## خواسته‌ها
در زمان برگزاری نشست یالتا، ارتش شوروی به فرماندهی ژوکوف ۶۵ کیلومتر با برلین فاصله داشت. قدرت نسبی نظامی شوروی و نیازهای نظامی بریتانیا و آمریکا، باعث جسارت یافتن استالین و پافشاری او برخواسته‌هایش در این نشست شد. از جمله اهداف روزولت، قانع کردن شوروی برای شرکت در جنگ علیه ژاپن بود. همچنین او اصرار داشت مستعمرات را از بین ببرد و حتی اگر لازم باشد با استالین علیه چرچیل متحد شود. چرچیل بر برگزاری انتخابات آزاد برای تعیین سرنوشت کشورهای اشغال شده شرق و مرکز اروپا اصرار داشت، استالین نیز در پی گسترش نفوذ سیاسی در کشورهای شرق اروپا، با هدف افزایش امنیت شوروی بود. از جمله خواسته‌های استالین که مورد توافق قرارگرفت، افزودن بخش شرقی لهستان به شوروی بود. این بخش از لهستان را شوروی در سال ۱۹۳۹، همزمان با حمله هیتلر به لهستان و در پی توافقنامه شوروی و آلمان نازی اشغال کرده بود. در مقابل توافق شد که مساحت کاهش یافته لهستان، با افزودن از بخش شرقی آلمان جبران شود. از دیگر خواسته‌های استالین، به رسمیت شناخته شدن جدایی مغولستان خارجی، از چین بود.

## پیامدها
با پایان جنگ جهانی دوم، در سال ۱۹۴۵ میلادی، همبستگی متفقین ادامه نیافت. در نشست یالتا رهبران نظام‌های سرمایه‌داری و سوسیالیستی، جهان را به نام منافع حیاتی خود تقسیم نمودند.  تا ماه مارس همان سال بلغارستان و رومانی و سپس چکسلواکی و یوگسلاوی به دست کمونیست‌ها افتاد و ارتش سرخ مجارستان را اشغال کرد.
شوروی تمام اروپای شرقی را سهم خود می‌دانست و محاکمه سران آلمان و ژاپن را به عنوان جنایتکار جنگی خواستار بود. ایجاد بلوک شرق و بلوک غرب در واقع از نشست یالتا آغاز شد. علاوه بر این در این نشست اعضا به تقسیم آلمان به عنوان دو کشور آلمان غربی و آلمان شرقی به توافق رسیدند. در واقع می‌توان گفت موضوع ایجاد سازمان ملل متحد نیز در نشست یالتا مورد بحث قرار گرفت. ناتوانی جامعه ملل در جلوگیری از بروز جنگ جهانی دوم و از سوی دیگر عدم کارایی این نهاد بین‌المللی برای تأمین منافع قدرت‌های بزرگ، به تولد «سازمان ملل متحد» انجامید. تأسیس سازمان ملل متحد نتیجه مذاکرات منشور آتلانتیک، اعلامیه ملل متحد، کنفرانس مسکو، کنفرانس تهران، کنفرانس دامبارتن اوکس و به ویژه کنفرانس یالتا بود.

## نگارخانه

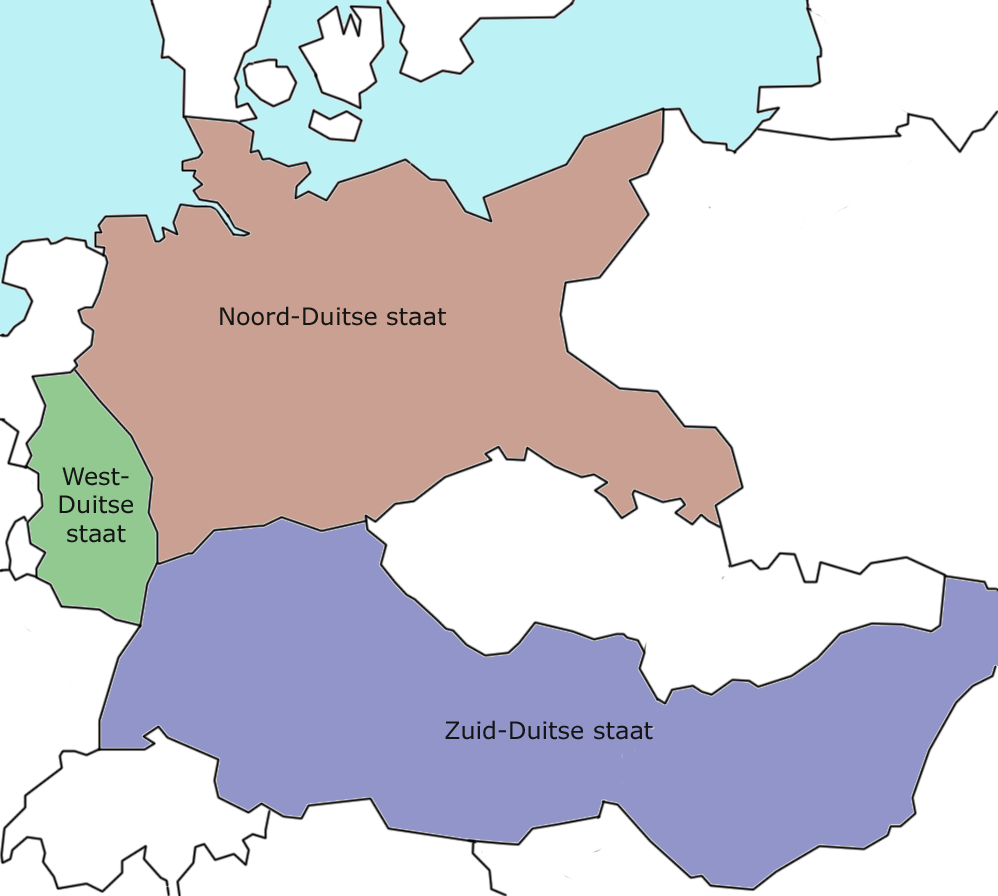
طرح تقسیم از وینستون چرچیل:   ایالت آلمان شمالی  ایالت آلمان جنوبی، از جمله اتریش و مجارستان مدرن  ایالت آلمان غربی
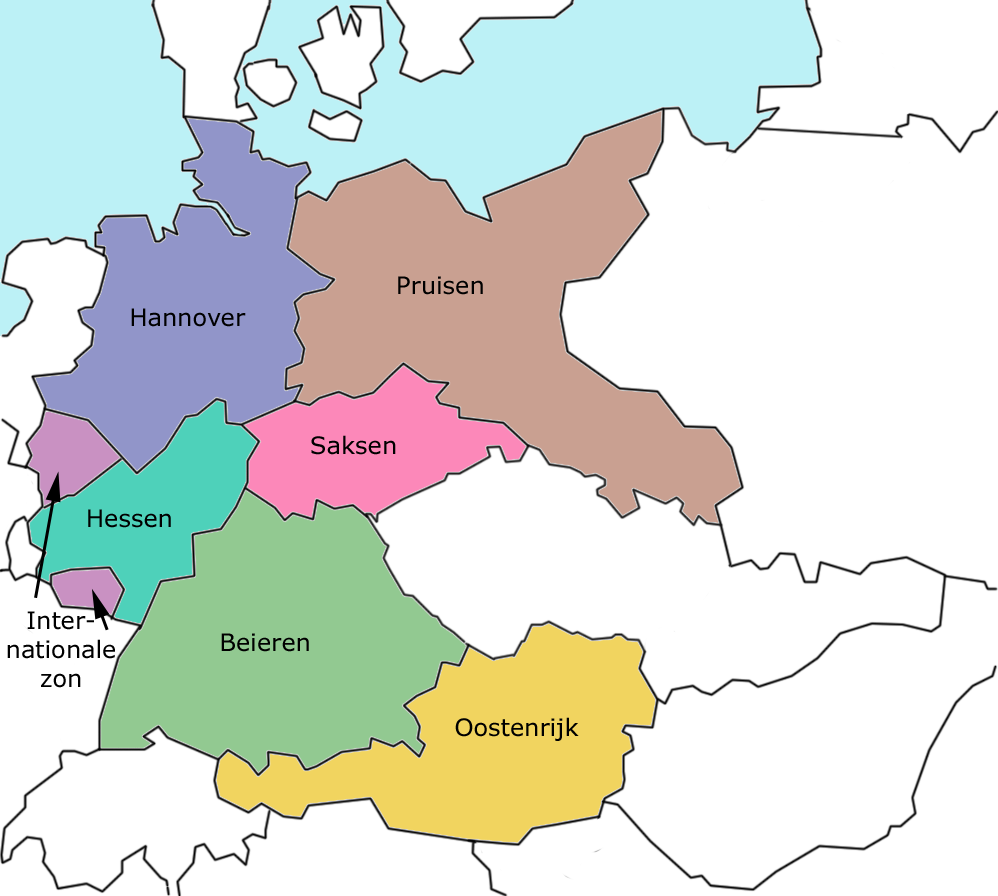
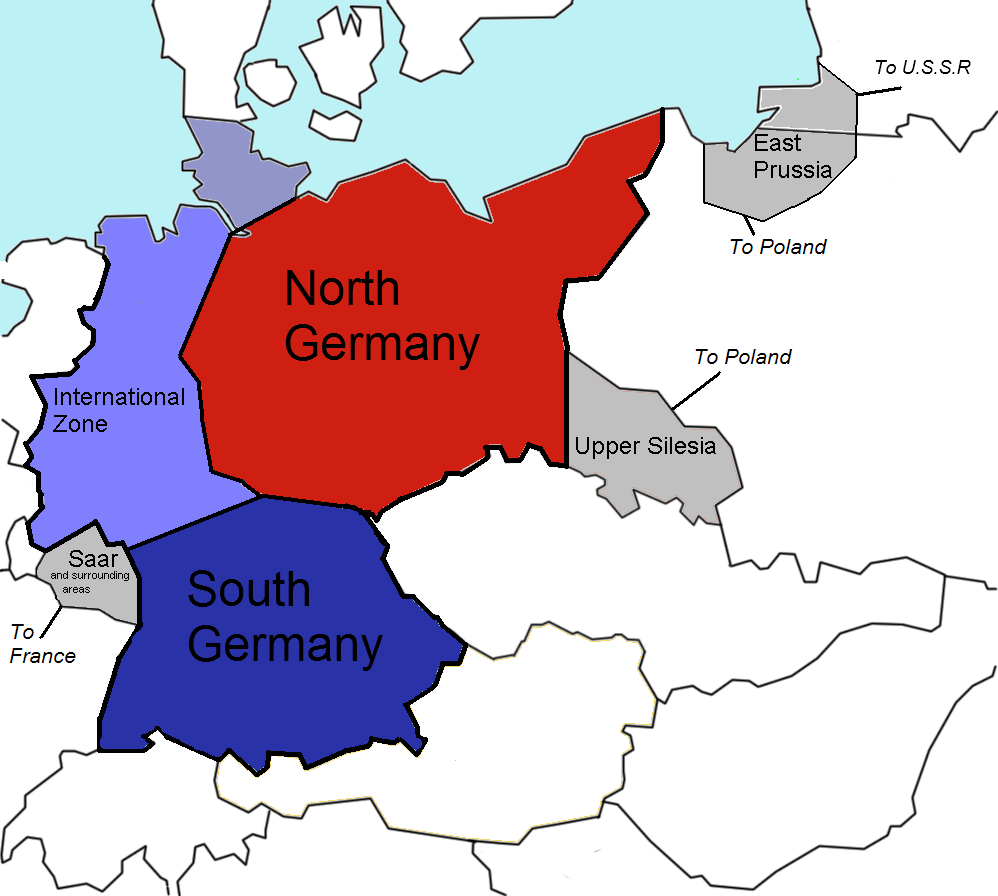